# La Famille Addams (série télévisée d'animation, 1973)
Pour les articles homonymes, voir La Famille Addams.
La Famille Addams est une famille de personnages de cartoons (dessins humoristiques) de Charles Addams publiés à partir de 1938 dans le magazine américain The New Yorker et dont le succès fut tel qu'il donna naissance à de nombreuses adaptations.
La série télévisée d'animation américaine de 1973 compte seize épisodes d'environ 25 minutes produits par les studios Hanna-Barbera et diffusés entre le 8 septembre et le 22 décembre 1973 sur le réseau NBC.
Cette série est inédite dans tous les pays francophones.

## Fiche technique
- Titre : The Addams Family
- Création : Charles Addams
- Réalisation : Charles August Nichols
- Production : William Hanna, Joseph Barbera, Iwao Takamoto
- Sociétés de production : Hanna-Barbera
- Sociétés de distribution : Warner Bros. Television
- Pays d'origine :  États-Unis
- Langue originale : anglais
- Genre : animation
- Nombre de saisons : 1
- Nombre d'épisodes : 16
- Durée : 25 minutes
- Date de première diffusion : 8 septembre 1973 sur NBC

## Voix originales
- Ted Cassidy : Lurch (Max)
- Jackie Coogan : Uncle Fester (Oncle Fétide)
- Jodie Foster : Pugsley Adams
- Cindy Henderson : Wednesday Addams (Mercredi)
- John Stephenson : Cousin Itt
- Janet Waldo : Morticia Addams, Grandmama
- Lennie Weinrib (en) : Gomez Addams
- Pat Harrington Jr.
- Don Messick
- Bob Holt
- Herb Vigran

## Épisodes
1. The Addams Family in New York
2. Left in the Lurch
3. Boola Boola
4. The Fastest Creepy Camper in the West
5. The Mardi Gras Story
6. Follow That Loaf of Bread
7. Aloha, Hoolamagoola
8. The Reluctant Astronauts' Trip to the Moon
9. The Great Balloon Race
10. Ghost Town
11. The Circus Story
12. The Addams Family at Sea
13. The Voodoo Story
14. The Roller Derby Story
15. The Addams Family Goes West
16. The Addams Family at the Kentucky Derby

## Commentaires
- La première apparition des personnages de ce dessin animé, adapté des personnages de Charles Addams héros d'une série télévisée éponyme dans les années 1960, a eu lieu dans l'épisode 3 de la série d'animation Les Grandes Rencontres de Scooby-Doo (ou Fantomatiquement vôtre, signé Scoubidou), intitulé Mercredi est disparu (Scooby-Doo Meets the Addams Family ou Wednesday Is Missing).

- Il s'agit de la première série télévisée d'animation mettant en scène la famille Addams. En 1992, un nouveau dessin animé de 21 épisodes a été produit, La Famille Addams. Il a été diffusé sur le réseau ABC aux États-Unis.